# 村上ロック
村上 ロック（むらかみ ロック、1978年10月20日 - ）は、日本の俳優。北海道帯広市出身。俳優出演時は、村上 ROCK 名義を使用している。
東京都新宿区歌舞伎町にある怪談ライブバーで活動しながら、各種メディアやイベント等に出演している。

## 出演

### テレビ
＜怪談師として出演＞
- 所さんの目がテン!（2014年、日本テレビ）[6]
- よじごじDays（2017年、テレビ東京）[7]
- 怪談のシーハナ聞かせてよ。（2017年、エンタメ〜テレ）26回出演
- 怪談のシーハナ聞かせてよ。第弐章（2019年 - 2021年、エンタメ〜テレ）10回・43回出演
- サン・ジェルマン伯爵は知っている（2019年、テレビ朝日）[8]
- コトノハ図鑑（2019年、MBSテレビ）- 話し方でおもしろさが変わる！日常でも使える怪談のテクニック [9]
- 異界のドア3（2019年、TOKYO MX）- 真夜中の怪談 [10]
- 実話怪談倶楽部（2019年、フジテレビONE）26回出演

### ラジオ
- ごごカフェ（NHK）（2022年7月26日）

### インターネットテレビ
- バラエティ開拓バラエティ 日村がゆく（2019年、AbemaTV）[11]

### オリジナルビデオ
- 戦慄怪奇ファイル コワすぎ!FILE-01【口裂け女捕獲作戦】（2012年、アルバトロス）- 北村一史 役 [注 3]
- 戦慄怪奇ファイル コワすぎ!FILE-03【人喰い河童伝説】（2013年、アルバトロス）- 河童 役 [注 3]
- 戦慄怪奇ファイル コワすぎ!最終章（2015年、アルバトロス）- 北村一史 役 [注 3]

### 映画
- のぼせもん（2010年、ゆうばり国際ファンタスティック映画祭）- 原作・出演 [12]
- 超・暴力人間（2011年）[13][注 3]
- 超・暴力人間 デラックス（2014年）[14][注 3]
- 丸/OW（2017年）- 警官 役 [15]

### 舞台
- カミナリフラッシュバックス「死刑について」（2008年、劇場MOMO）[16]
- オッセルズ #05「POP’n 箱ティッシュ、アマンダ！」（2009年、新宿シアター・ミラクル）[17]
- spacenoid「道端」（2010年、ギャラリーLE DECO）
- 案山子堂「松田美由紀さんはとてもいい人だ」（2011年、相鉄本多劇場）
- 怪談ライブBarスリラーナイト×浅草九劇「第2回 浅草怪談」（2025年公演予定、浅草九劇）[18]

## 作品

### DVD
- 怪奇蒐集者Special 六本木怪談 祟（2017年、楽創舎）[注 4]
- 怪奇蒐集者Special 六本木怪談 呪（2017年、楽創舎）
- 怪奇蒐集者 村上ロック（2017年、楽創舎）
- 怪奇蒐集者 黄泉がたり 国沢一誠&村上ロック（2019年、楽創舎）
- 怪奇蒐集者 村上ロック2（2020年、楽創舎）